# Influencer marketing
Az influencer marketing, magyarul véleményvezér-, vagy befolyásoló marketing a az online marketing egyik formája, amelyben egy közismert online véleményvezér (angolul: influencer) fizetett promocióval igyekszik befolyásolni a követőit, a megcélzott piac közvetlen elérése helyett. Ebben az esetben a véleményvezér az informális kommunikáció során a gyártó, kereskedő, szolgáltató, illetve politikai erő részéről fizetett promócióként tanácsot vagy információt terjeszt egy konkrét termékről, termékcsoportról, szolgáltatásról (vagy éppen propagandát politikai nézetről) arra vonatkozóan, hogy a kínálatból melyik márka a legjobb, vagy az adott termék, illetve szolgáltatás hogyan, mennyire használható.
Az influencer marketing azonosítja az influencereket, vagyis azokat a személyeket, akik befolyást gyakorolhatnak a potenciális vevőkre, és a marketingtevékenységeket köréjük szervezi. Az így létrehozott befolyásoló tartalom, vagy egy eljátszott potenciális vevő szerepébe bújtatja a véleményformálót, aki bemutatja a terméket, vagy lehet harmadik fél által létrehozott. Harmadik féltől származó, jellemzően lehet újságírói, elemzői, vagy hirdetői tartalom. Marketing szempontból változatos lehet a felület, azonban jellemzően a kommunikáció online térben történik.

## Alkalmazása
Néhány hirdetés arra használja az influencer marketinget, hogy megalapozza hitelességét a piacon. Mások célja az, hogy közösségi párbeszédet alakítsanak ki a márkájuk körül. Vannak, akik pedig azért alkalmazzák, hogy online, vagy offline forgalmat irányítsanak a boltjukba, webáruházukba. Éppen ezért az influencer marketing sikeressége több módon mérhető. Például Earned Media Value (EMV), vagy Cost Per Action (CPA).
Az influencer marketing értéke 3 forrásból ered:
1. Közösségi elérés: Az influencerek képesek fogyasztók százezreit elérni saját közösségi felületeiken és blogjaikon keresztül.
2. Eredeti tartalom: Az influencerek egyedi tartalmat állítanak elő ami jellemzően hatékony marketingtartalom a márka számára.
3. Fogyasztói bizalom: Az Influencerek erős kapcsolatot tartanak fenn a közönségükkel, akik jellemzően megbíznak az influencer véleményében.

A tartalom fajtái lehetnek:
1. online poszt (fotó a termékkel, termékről)
2. blogbejegyzés
3. videós tartalom
4. interaktív tartalom (élő bejelentkezés, nyereményjáték stb.)
5. rendezvényen/eseményen való személyes részvétel

## Az influencerek
Az influencerek olyan emberek, akik véleményükkel, viselkedésükkel hatással vannak embertársaikra. Ilyenek lehetnek a celebek, sztárok, bloggerek, vloggerek és a különböző közösségi hálók hírességei, személyiségei. Közös tulajdonságuk, hogy saját látásmódjukkal, egyedi hangjukkal tömegek véleményét, gondolkodásmódját tudják alakítani. Közvetlenül a rajongótáborukhoz szólnak, akik rendkívül befogadóak az influencer véleményére.
Az influencer marketing kétféle megoldás felé mutat tendenciát: szponzorált tartalom és kapcsolati alapú. Szponzorált tartalom, ahol a véleményvezérek fizetett termékelhelyezés keretében bemutatják a terméket, szolgáltatást. Ennek formája változatos, jellemzően kevésbé direkt, mint a hagyományos hirdetések. A kapcsolati alapú együttműködések során jellemzően mindkét félnek a márkaismertség növelése a célja, így az együttműködés során párhuzamosan gyűjthetnek követőket.
Az alábbi 5 tulajdonság valamelyike alapján csoportosíthatóak a véleményvezérek:
- Aktivista: az influencerek akik részt vesznek a közösségi és politikai mozgalmakban, jótékonysági tevékenységekben stb.
- Kapcsolat-orientált: influencerek, akik nagy közösségi hálózattal rendelkeznek
- Irányadó: influencerek akikre felnéznek, és a többiek bíznak bennük
- Érdeklődő: influencerek, akiknek többféle és sokféle érdeklődésük van.
- Divatdiktátor: azon influencerek, akik korai befogadói (vagy elhagyói) bizonyos magatartásoknak.

Nem minden influencer egyforma. Vannak akiknek nagyobb befolyása van mint a többieknek, ezért szükség lehet olyan mechanizmusra, mely segít rangsorolni őket, annak érdekében, hogy megkülönböztethessük a kulcsbefolyásolókat, a kevésbé hatékonyaktól.

### Álinfluencerek
Az álinfluencerek felbukkanása a valódi véleményvezérek megjelenésének idejére tehető. Minden mérhető adat, amely jellemzi az influencerek valódiságát, mesterségesen is előállítható, éppen ezért olykor csak avatott szemek tudják megkülönböztetni az igazit, a hamis profiloktól. Ezen jelenség visszaszorításának érdekében, az Instagram törekszik arra, hogy a csalók számára közkedvelt követő-gyűjtő oldalakat, és alkalmazásokat jogi lépésekkel ellehetetlenítse. Így a csalók nem tudnak pénzért követőket, kedveléseket, hozzászólásokat stb. vásárolni.
Egy marketing ügynökség nemrégiben kísérletet végzett, hogy tesztelje: ál-influencer profilok hatékonyak lehetnek-e. A cég létrehozott két kitalált Instagram Influencer fiókot, melyeket kizárólag vásárolt követőkkel és kedvelésekkel töltött meg. Ezt követően kampányokat vállaltak a nevükben. A kísérlet folyamatáról, tapasztalatairól, valamint az ál-profilokat szponzoráló cégekről tanulmányt adtak ki.

## Fordítás
- Ez a szócikk részben vagy egészben  az   Influencer marketing című angol Wikipédia-szócikk ezen változatának fordításán alapul.  Az eredeti cikk szerkesztőit annak laptörténete sorolja fel. Ez a jelzés csupán a megfogalmazás eredetét és a szerzői jogokat jelzi, nem szolgál a cikkben szereplő információk forrásmegjelöléseként.